# Beneil Dariush
Beneil Khobier Dariush (sirjački ܒܢܐܝܠ ܕܪܝܘܫ, perzijski بن‌ایل داریوش ) (Urmia, Iran, 6. svibnja 1989.), asirsko-američki borac mješovitih borilačkih vještina, rođenjem Iranac. Natječe se u lakoj kategoriji u UFC-u. Na UFC-ovim priredbama njegov se profil pojavljuje uz asirsku zastavu.

## Životopis
Rodio se u Iranu na malom poljoprivrednoj posjedu, gdje je živio do devete godine. Zatim je s obitelji odselio u SAD. U srednjoj školi igrao je nogomet i zatim hrvanje na zadnjoj godini. Brazilski jiu-jitsu trenira od 2007. godine. Za pet je godina došao do crnog pojasa. Osvajao je odličja. Bio je svjetski prvak u no gi BJJ-u kao plavi, purpurni i smeđi pojas. U prve tri i pol godine karijere nije izgubio ni jednu borbu, šest puta je pobijedio, od čega je pet puta borbe završio prekidom.
U UFC-u je debitirao 15. siječnja 2014. godine na UFC Fight Night 35. Trebao se boriti protiv Jasona Higha, no zbog apendicitisa se High nije mogao boriti pa se Dariush odmjerio protiv veterana povratnika Charlieja Brennemana. Dariush je pobijedio submisijom u prvoj rundi.
Dariush živi u Yorba Lindi u Kaliforniji, a bori se iz Huntington Beacha, također u Kaliforniji, SAD.

## Vanjske poveznice
- UFC